# SDMX

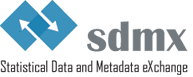
Ver detalhes dá imagem

SDMX é o acrónimo de Statistical Data and Metadata eXchange, uma iniciativa internacional com o objetivo de desenvolver e empregar processos eficientes para troca e partilha de dados e metainformação estatística entre organizações internacionais e os seus países membros.
Os formatos da mensagem SDMX têm duas expressões básicas, SDMX-ML (que usa sintaxe XML) e SDMX-EDI (que usa sintaxe EDIFACT e baseia-se na mensagem estatística GESMES/TS).
Entre as organizações que patrocinam este formato encontram-se o Bank for International Settlements (BIS), o Banco Central Europeu, o Gabinete de Estatísticas Oficiais da Comissão Europeia (Eurostat), o Fundo Monetário Internacional (FMI), a Organização para a Cooperação e Desenvolvimento Económico (OCDE), as Nações Unidas e o Banco Mundial.
O standard SDMX foi reconhecido como um standard ISO.

## Ferramentas SDMX
- Ferramentas SDMX por Metadata Technology: uma colecção de ferramentas SDMX orientada para SDMX-ML e outros SDMX standards baseados na Web.